# Efferia pulchripes
Efferia pulchripes este o specie de muște din genul Efferia, familia Asilidae. A fost descrisă pentru prima dată de Stanley Willard Bromley în anul 1928.
Este endemică în Bolivia. Conform Catalogue of Life specia Efferia pulchripes nu are subspecii cunoscute.